# Juliomys anoblepas
Juliomys anoblepas é um roedor do gênero Juliomys da subfamília Sigmodontinae, conhecido a partir de um único crânio quebrado. O espécime foi coletado por Peter Wilhelm Lund nas cavernas de Lagoa Santa, Minas Gerais, Brasil, na primeira metade do século XIX e descrito por Herluf Winge [en] em 1888 como Calomys anoblepas. A espécie permaneceu sem estudos e suas afinidades incertas até 2011, quando foi reconhecida como um membro do gênero Juliomys, que inclui outras três espécies do sul do Brasil, Argentina e Paraguai próximos. Juliomys anoblepas é provavelmente uma espécie extinta separada do gênero, que não é mais encontrada em Lagoa Santa.
J. anoblepas é semelhante aos outros membros de seu gênero na configuração de sua placa zigomática [en] (uma placa óssea na lateral do crânio). Ela mal se estende para a frente da conexão entre a placa e o corpo principal do crânio, e essa conexão é relativamente baixa no crânio. Além disso, os forames incisivos [en], aberturas na parte frontal do palato, estendem-se até um ponto entre os primeiros molares, e o palato é curto, com sua margem posterior entre os terceiros molares. As espécies vivas de Juliomys diferem de J. anoblepas em vários caracteres, incluindo forames incisivos mais curtos em duas espécies e a forma do arco zigomático (osso da bochecha) em J. anoblepas. A fileira molar superior tem 4,13 mm de comprimento, o que torna J. anoblepas a maior espécie conhecida de Juliomys.

## Taxonomia
Entre 1835 e 1849, o zoólogo dinamarquês Peter Wilhelm Lund coletou abundantes restos de mamíferos ao redor da vila de Lagoa Santa, em Minas Gerais, Brasil. Após sua morte, seu conterrâneo Herluf Winge [en] descreveu detalhadamente as coleções de Lund, publicando, entre muitas outras, uma monografia sobre os roedores da coleção em 1888. Winge descreveu numerosas novas espécies, muitas das quais receberam pouca atenção de sistematas posteriormente, e entre estas está a espécie que ele nomeou Calomys anoblepas. O nome específico, anoblepas, deriva do grego ἄνω (ano) "para cima" e βλέπω (blepo) "olhar" e, portanto, significa "olhando para cima". Embora Winge não tenha explicado o nome, muito provavelmente se refere à placa zigomática (uma placa óssea na lateral do crânio), que é curvada para fora. Winge compreendia o gênero Calomys em um sentido muito diferente do usado hoje, incluindo nele as espécies Calomys longicaudatus (atualmente Oligoryzomys nigripes), Calomys coronatus (atualmente Euryoryzomys russatus), Calomys rex (atualmente Sooretamys angouya), Calomys laticeps (atualmente Cerradomys subflavus), Calomys saltator (atualmente Hylaeamys laticeps) e Calomys plebejus (atualmente Delomys, espécie incerta). Ele escreveu que Calomys anoblepas era a mais divergente das espécies de Calomys, mas que era semelhante a Calomys longicaudatus.
O conceito de Winge sobre o gênero Calomys incluía essencialmente espécies não especializadas com molares pentalofodontes, que são caracterizados pela presença de uma crista conhecida como mesolofo [en] nos molares superiores e mesolofídeo nos inferiores, e excluía espécies agora colocadas em Calomys, que ele classificou em Hesperomys. Desde 1898, autores têm colocado as espécies de Calomys de Winge em Oryzomys, em conformidade com o arranjo taxonômico mais convencional; depois disso, a espécie foi referida como Oryzomys anoblepas. Por muitas décadas, a identidade da maioria das espécies de Winge permaneceu incerta e, em muitos casos, não foi até a década de 1990 que o material original foi reestudado para fornecer uma identificação definitiva do material. Em uma revisão de 2002 dos roedores sigmodontíneos fósseis da América do Sul, o zoólogo argentino Ulyses Pardiñas e seus colegas escreveram que Oryzomys anoblepas era "possivelmente um Oecomys", mas essa afirmação foi baseada apenas em uma investigação superficial.
Em 2011, Pardiñas e Pablo Teta publicaram outro artigo sobre "Calomys anoblepas" após reexaminar o único espécime conhecido em Copenhague, e concluíram que o animal estava, na verdade, relacionado ao gênero vivo Juliomys, que atualmente inclui três espécies vivas do sul do Brasil e do Paraguai e Argentina próximos. Eles reconheceram algumas características pelas quais Juliomys anoblepas difere das espécies vivas e, consequentemente, o mantiveram como uma espécie extinta distinta. Juliomys é um gênero de relações incertas dentro da subfamília Sigmodontinae, que é difundida e muito diversa na América do Sul e no sul da América do Norte.

## Descrição
J. anoblepas é conhecido apenas pela metade frontal de um crânio, que foi encontrado em uma caverna conhecida como "Lapa da Serra das Abelhas". Em comparação com outras espécies de Juliomys, é grande e tem um crânio e dentes mais robustos. Seu rostro (a parte frontal) é largo e curto e a região interorbital [en] (entre o crânio) tem formato de ampulheta, com margens quadradas. O roedor thomasomyine Rhipidomys e o orizomyine Oecomys, ambos também ocorrendo no leste do Brasil, têm uma região interorbital mais larga com cristas mais bem desenvolvidas nas margens. Uma das três espécies vivas de Juliomys, Juliomys pictipes, também tem uma região interorbital mais larga. Atrás da posição dos nasais (que estão ausentes no único crânio conhecido) há uma depressão interlacrimal, uma porção rebaixada do crânio; a sutura [en] (conexão) entre os dois ossos frontais está incompletamente fechada ali. Esta fontanela interfrontal é compartilhada com Juliomys rimofrons, mas não com Juliomys pictipes, nem com a maioria dos espécimes de Juliomys ossitenuis. Em Wilfredomys, um roedor brasileiro com algumas semelhanças com Juliomys anoblepas, o osso pré-maxilar forma uma projeção estreita em direção aos frontais, que está ausente em J. anoblepas e outras espécies de Juliomys.
As placas zigomáticas são quase completamente verticais. Como Winge já havia notado, a margem frontal da placa zigomática mal se estende para a frente antes da ponte antorbital, que conecta a placa ao corpo do crânio. Essa característica distingue J. anoblepas de Wilfredomys e de muitos orizomyines, mas a placa zigomática das espécies vivas de Juliomys se assemelha muito à de Juliomys anoblepas. Além disso, a conexão entre a placa zigomática e a ponte antorbital está inserida mais alto no rostro em Wilfredomys. Os arcos zigomáticos (ossos da bochecha) se abrem amplamente. Mais do que em outras espécies de Juliomys, a parte frontal dos arcos zigomáticos é curvada para a frente e as placas zigomáticas são curvadas para fora. Além disso, a incisura zigomática, a incisura entre a placa e o arco zigomático, é profunda, não rasa como em Juliomys ossitenuis e Juliomys rimofrons.
Os forames incisivos [en] (aberturas no palato entre os incisivos e os molares) são largos e longos, estendendo-se até as margens frontais do primeiro molar superior (M1). Wilfredomys tem forames incisivos ainda mais longos, estendendo-se entre os molares, mas os forames são mais curtos em Juliomys ossitenuis e Juliomys pictipes. O próprio palato é largo e curto, com sua margem posterior entre os M3s. Orizomyines como Oecomys e Oligoryzomys têm palatos mais longos, estendendo-se além dos terceiros molares. Forames finos estão presentes no palato. A margem posterior do palato é quadrada; Juliomys anoblepas não possui um espinho no meio da margem posterior, como está presente em Rhipidomys. Wilfredomys tem a margem posterior em forma de U e um palato mais longo, com a margem posterior atrás dos M3s.
Os incisivos superiores bem desenvolvidos têm esmalte laranja em suas superfícies frontais e são ligeiramente opistodontes [en] (com a borda cortante atrás do plano vertical dos incisivos). Os molares são braquiodontes (de coroa baixa) e possuem cristas e cúspides dispostas em pares opostos. A cúspide frontal do M1, o anterocone [en], é dividida em duas cúspides menores em cada lado do dente por um vale, o flexo anteromediano [en]. Tanto o M1 quanto o segundo molar (M2) têm um mesolofo [en] bem desenvolvido (uma crista perto do meio do dente). Embora o M3 seja relativamente grande, sua parte posterior é reduzida.
A região interorbital tem 4,14 mm de comprimento e a placa zigomática tem 2,38 mm. O diastema (espaço) entre os incisivos e os molares tem 6,39 mm de comprimento. Os forames incisivos têm 5,25 mm de comprimento e 1,77 mm de largura. A ponte palatina (a porção do palato entre os forames incisivos e a fossa mesopterigoide atrás da extremidade posterior do palato) tem 4,29 mm de comprimento e 2,75 mm de largura nos primeiros molares. A fileira molar superior tem 4,13 mm de comprimento e o M1 tem 1,19 mm de largura. Essas medidas tornam Juliomys anoblepas a maior espécie conhecida de Juliomys.

## Distribuição e habitat
Juliomys anoblepas é conhecido apenas de Lagoa Santa, onde o gênero não ocorre mais; os registros mais próximos estão a cerca de 70 km a sudeste. É um dos vários roedores fósseis de Lagoa Santa que não ocorrem mais na área. Embora o fundo ambiental preciso do conjunto fóssil de Lagoa Santa permaneça incerto, eles podem ter sido depositados em um período de resfriamento climático que levou a uma maior diversidade local.

## Literatura citada
- Hershkovitz, P. 1962. Evolution of Neotropical cricetine rodents (Muridae) with special reference to the phyllotine group. Fieldiana Zoology 46:1–524.
- Musser, G.G. e Carleton, M.D. 2005. Superfamily Muroidea. Pp. 894–1531 in Wilson, D.E. e Reeder, D.M. (eds.). Mammal Species of the World: a taxonomic and geographic reference. 3rd ed. Baltimore: The Johns Hopkins University Press, 2 vols., 2142 pp. ISBN 978-0-8018-8221-0
- Pardiñas, U.F.J., D'Elía, G. e Ortiz, P.E. 2002. Sigmodontinos fósiles (Rodentia, Muroidea, Sigmodontinae) de América del sur: Estado actual de su conocimiento y prospectiva. Mastozoología Neotropical 9(2):209–252 (em espanhol).
- Pardiñas, U.F.J. e Teta, P. 2011. On the taxonomic status of the Brazilian mouse Calomys anoblepas Winge, 1887 (Mammalia, Rodentia, Cricetidae). Zootaxa 2788:38–44.
- Trouessart, E.L. 1898. Catalogus mammalium tam viventium quam fossilium. Tomus 2. Berlin: R. Friedländer and Sohn, 1469 pp. (em latim).
- Voss, R.S. e Myers, P. 1991. Pseudoryzomys simplex (Rodentia: Muridae) and the significance of Lund's collections from the caves of Lagoa Santa, Brazil. Bulletin of the American Museum of Natural History 206:414–432.
- Weksler, M. e Bonvicino, C.R. 2005. Taxonomy of pygmy rice rats genus Oligoryzomys Bangs, 1900 (Rodentia, Sigmodontinae) of the Brazilian Cerrado, with the description of two new species. Arquivos do Museu Nacional 63(1):113–130.
- Weksler, M., Percequillo, A.R. e Voss, R.S. 2006. Ten new genera of oryzomyine rodents (Cricetidae: Sigmodontinae). American Museum Novitates 3537:1–29.
- Winge, H. 1888. Jordfundne og nulevende Gnavere (Rodentia) fra Lagoa Santa, Minas Geraes, Brasilien. E Museo Lundii 1(3):1–200 (em dinamarquês).